# Homaliodendron spinosum
Homaliodendron spinosum là một loài rêu trong họ Neckeraceae. Loài này được Pocs mô tả khoa học đầu tiên năm 1966.